# Mitridat I. Partski
Mitridat I. Partski (perzijsko  مهرداديکم‎, Mehrdād), veliki kralj Partskega cesarstva, ki je vladal približno od leta 171 pr. n. št. do 138 pr. n. št., * okoli 195 pr. n. št., † 138 pr. n. št.
Bil je sin kralja Friapatija in brat svojega predhodnika Fraata I.. Med vladanjem je osvojil Herat (167 pr. n. št.), Babilonijo (144 pr. n. št.), Medijo (141 pr. n. št.) in Perzijo (139 pr. n. št.) in iz Partskega cesarstva naredil veliko politično silo. 
Svoje ozemlje je najprej razširil proti vzhodu. Leta 167 pr. n. št. je premagal grško-baktrijskega kralja Evkratida I. in dobil celo Baktrijo zahodno od reke Herirud v sedanjem Afganistanu in pokrajini Margijana in Arija, vključno z mestom Herat.
Z osvojitvijo omenjenih pokrajin je Partsko cesarstvo dobilo nadzor nad svilno cesto in Perzijsko kraljevo cesto. Nadzor nad trgovanjem je postal temelj partskega bogastva in moči, zato so se Arsakidi na moč trudili, da bi obvladali tudi vse druge pomembne trgovske poti.
Leta 139 pr. n. št. je v Perziji ujel selevkidskega kralja Demetrija II. Nikatorja in ga obdržal v ujetništvi deset let, dokler ni utrdil oblasti na osvojenih ozemljih. Demetrij se je kasneje poročil z Mitridatovo hčerko Rodoguno in imel z njo več otrok.
Partske osvojitve so pretrgale grško-baktrijske vezi z Grki na zahodu, četudi je Mitridat na ozemljih pod svojo oblastjo aktivno podpiral helenizem. Na kovancih iz njegovega obdobja se prvič v partski zgodovini pojavi kraljev portret z diademom, ki je bil sicer splošno veljaven simbol grških vladarjev. Denarja pred tem niso kovali od leta 206 pr. n. št., ko je Arsak II.  postal vazal Selevkida Antioha II..
Mitridat je bil leta 138 pr. n. št. ubit pri Selevki na Tigrisu v bitki z uporniško selevkidsko vojsko Antioha VII. Sideta. Na partskem prestolu ga je kot veliki kralj nasledil sin Fraat II.. 

## Vira
- Klaus Schippmann (1980). Grundzüge der parthischen Geschichte. Darmstadt : Wissenschaftliche Buchgesellschaft. COBISS 512502924. ISBN 3-534-07064-X.
- M.A.R. Colledge, The Parthians, Thames and Hudson, London, 1967, str. 28–30.

| Mitridat I. Partski Arsakidska dinastija |                                                                                |                      |
| Vladarski nazivi                         |                                                                                |                      |
| Predhodnik: Fraat I.                     | Veliki kralj (šah) Partskega cesarstva okoli 171. pr. n. št. – 138 pr. n. št.. | Naslednik: Fraat II. |